# 파르와니야 경기장
파르와니야 경기장(아랍어: استاد الفروانية, 영어: Farwaniya Stadium)은 쿠웨이트 알파르와니야에 있는 다목적 경기장이다. 현재는 주로 알타드하몬 SC의 홈구장으로 사용된다.